# Nagy Attila (politikus)
Nagy Attila (Budapest, 1968. –) politikus, a Mi Hazánk Mozgalom budapesti elnöke, országgyűlési képviselőjelölt

## Család, iskola
Az ismert nemzeti jogvédő, Gaudi-Nagy Tamás bátyja, két fia van (Hunor és Csanád).
A Fenyves utcai általános iskolába járt, középiskolája a Móricz Zsigmond Gimnázium volt. A Testnevelési Egyetemen szerzett diplomát. 
Teniszedző, a magyar utánpótlás válogatott edzője is volt.

## Politikai pálya
Az újpesti szervezet alelnökeként korábban a Jobbikban politizált, e minőségében petíciót kezdeményezett az Újpest FC futballklub címerének megváltoztatása ellen. A Jobbikból – annak balra tolódása miatt – 2018. nyarán kilépett. 
2018. augusztustól a Mi Hazánk Mozgalomban folytatta a politizálást.
A Mi Hazánk Mozgalom budapesti elnöke, és újpesti szervezetének alelnöke.
A 2019-es magyarországi önkormányzati választáson Budapest IV. kerület 8. egyéni választókerületben a Mi Hazánk egyéni jelöltje és Budapest IV. kerület települési kompenzációs listájának 2. helyén szereplő képviselőjelöltje volt.
A 2022-es magyarországi országgyűlési választáson a Mi Hazánk a Budapesti 4. sz. országgyűlési egyéni választókerületben indítja országgyűlési képviselőjelöltjeként, erről Novák Előd alelnök tájékoztatta a nyilvánosságot 2021. március 14-én.